# Maria Jeritza
Maria Jeritza (Brno, 6 ottobre 1887 – Orange, 10 luglio 1982) è stata un soprano ceca.

## Biografia
Maria Jeritza, nata Marie Marcellina Jedličková, è stata un celebre soprano della Moravia, che ha lavorato alla Staatsoper di Vienna (1912-1935) ed al Metropolitan Opera (1921-1932 e 1951).
Nata a Brno, nel 1910  ha fatto il suo debutto come Elsa in Lohengrin di Wagner presso lo Stadttheater di Olomouc. 
L'imperatore Francesco Giuseppe I d'Austria la sentì e subito le fece offrire un contratto al Wiener Staatsoper. Diventata molto rapidamente una delle più importanti primedonne dell'epoca, conseguì ulteriore celebrità recitando nell'allestimento di Max Reinhardt de La Belle Hélène.
Ha creato i ruoli di Blanchefleur in Der Kuhreigen di Wilhelm Kienzl (1911), Arianna in Ariadne auf Naxos di Strauss (1912), l'imperatrice in Die Frau ohne Schatten (1919) e Marie/Marietta in Die tote Stadt di Erich Wolfgang Korngold (1920), che era anche il ruolo in cui ha debuttato al Metropolitan Opera il 19 novembre 1921.
Il 16 novembre 1926, ha recitato nel ruolo di Turandot di Puccini nella sua première nordamericana al Metropolitan, dove ha anche creato il ruolo del titolo od importanti ruoli di soprano in Jenůfa di Leoš Janáček (1924), I della gioielli Madonna di Ermanno Wolf-Ferrari (1925), Violanta di Korngold (1927), Die ägyptische Helena di Richard Strauss (1928), Boccaccio di Franz von Suppé (1931) e Donna Juanita (1932). 
Era popolare al Metropolitan come in Vienna, soprattutto come Tosca, Carmen e Thaïs di Massenet.
Dopo due anni di matrimonio con un uomo di nome Wiener, ha sposato un barone austriaco, Friedrich Leopold Salvator Freiherr von Podhragy Popper (1886-1953). 
Ha sposato il suo terzo marito, nel 1935, il magnate di Hollywood Winfield R. Sheehan che morì nel 1945. 
Nel 1948 si sposò con l'uomo d'affari Irving Seery del New Jersey e si trasferì in un palazzo nel Forest Hill quartiere di Newark, dove ha vissuto fino alla sua morte nel 1982, all'età di 94 anni. 
Morì nel Orange, New Jersey e fu sepolta nel Holy Cross Cemetery a North Arlington.
La Jeritza ha fatto una serie di registrazioni a 78 giri che testimoniano la qualità della sua voce. Molte di queste registrazioni sono state rilasciate su CD.

## Discografia parziale
- Lebendige Vergangenheit - Maria Jeritza, 1999 Preiser
- Maria Jeritza - Recordings 1914-1927, 2010 Classical

## Repertorio
| Ruolo                   | Titolo                         | Autore           |
| ----------------------- | ------------------------------ | ---------------- |
| Djamileh                | Djamileh                       | Bizet            |
| Carmen Micaëla          | Carmen                         | Bizet            |
| Fedora Romazoff         | Fedora                         | Giordano         |
| Marguerite              | Faust                          | Gounod           |
| Rachel                  | La Juive                       | Halévy           |
| Juliette Marie/Marietta | Die tote Stadt                 | Korngold         |
| Violanta                | Violanta                       | Korngold         |
| Santuzza                | Cavalleria rusticana           | Mascagni         |
| Manon Lescaut           | Manon                          | Massenet         |
| Thaïs                   | Thaïs                          | Massenet         |
| Valentine               | Les Huguenots                  | Meyerbeer        |
| Jenůfa Kostelnička      | Jenůfa                         | Janáček          |
| Antonia Giulietta       | Les contes d'Hoffmann          | Offenbach        |
| Floria Tosca            | Tosca                          | Puccini          |
| Minnie                  | La fanciulla del West          | Puccini          |
| Giorgetta               | Il tabarro                     | Puccini          |
| Turandot                | Turandot                       | Puccini          |
| Mařenka                 | Prodaná nevěsta                | Smetana          |
| Rosalinde               | Die Fledermaus                 | Strauss, Johann  |
| Saffi                   | Der Zigeunerbaron              | Strauss, Johann  |
| Salomè                  | Salomè                         | Strauss, Richard |
| Octavian                | Der Rosenkavalier              | Strauss, Richard |
| Ariadne/Primadonna      | Ariadne auf Naxos              | Strauss, Richard |
| L'Imperatrice           | Die Frau ohne Schatten         | Strauss, Richard |
| Helena                  | Die ägyptische Helena          | Strauss, Richard |
| Beatrice                | Boccaccio                      | Suppè            |
| Aida                    | Aida                           | Verdi            |
| Senta                   | Der fliegende Holländer        | Wagner           |
| Elisabeth               | Tannhäuser                     | Wagner           |
| Elsa                    | Lohengrin                      | Wagner           |
| Sieglinde               | Die Walküre                    | Wagner           |
| Eva                     | Die Meistersinger von Nürnberg | Wagner           |
| Agathe                  | Der Freischütz                 | Weber            |
| Euryanthe               | Euryanthe                      | Weber            |
| Maliella                | I gioielli della Madonna       | Wolf-Ferrari     |